# Битка за Лусон
Битка за Лусон е наземна битка, част от Тихоокеанския театър на бойните действия през Втората световна война. Водена е от САЩ и колонията им, Филипините, срещу силите на Японската империя. Резултатът от битката е победа за САЩ и Филипините. Съюзниците контролират всички стратегически и икономически значими места на остров Лусон към март 1945 г., макар джобовете с японска съпротива да остават в планините до капитулацията на Япония.

## Контекст
Филипините се считат за място с голямо стратегическо значение. Към октомври 1941 г. на Филипините са стационирани 135 000 войници и 227 самолета. Обаче, най-големият филипински остров Лусон е превзет от императорските сили през 1942 г. в хода на кампанията им за превземане на Филипините. Генерал Дъглас Макартър, който е отговорен за защитата на Филипините по това време, е изпратен в Австралия, а останалите американски войници са изтеглени към полуостров Батаан.
Няколко месеца след това Макартър споделя вярването си, че е нужен опит за възвръщането на Филипините. Адмиралите Честър Нимиц и Ърнест Кинг се противопоставят на тази идея, твърдейки, че трябва да изчака, докато победата стане сигурна. Налага се Макартър да чака две години за желанието си. Първата цел на кампанията е островът Лейте, който е превзет след битка в края на декември 1944 г. Това е последвано от битката за Миндоро, а по-късно и от битката за Лусон.

## Прелюдия
Преди американските сили да започнат нападението над Лусон се налага да се установи база за операции близо до острова. Особено важно е да се създадат военновъздушни бази, за да се предостави въздушно прикритие на напредващите наземни войски. Частите под командването на бригаден генерал Уилям Дункел завладяват остров Миндоро с помощта на 7-и флот. Към 28 декември САЩ вече разполагат с две военновъздушни бази и са готови да помагат с нападение над Лусон, което е планирано да стане на 9 януари 1945 г. Миндоро се намира южно от Лусон, но Макартър планира да направи десант по̀ на север. Това би поставило войската му в удобна позиция до пътищата и железопътните линии на Лусон, водещи до Манила, основната цел на операцията.
Американските самолети постоянно разузнават и бомбардират южните части на Лусон, с което целят да заблудят японските сили, че нападението над острова ще дойде от юг. Освен това се използват транспортни самолети, спускащи фалшиви манекени с парашути. Използват се миночистачи, за да се прочистват заливите южно от Лусон, а филипинската съпротива провежда саботажи също в Южен Лусон. Тези заблуждаващи операции, обаче, не убеждават генерал Ямашита, военачалник на императорската армия на Япония във Филипините, и той създава значителни отбранителни позиции в планините и възвишенията в Северен Лусон.

## Битка
Нападението над Лусон е започнато, както е планирано, на 9 януари 1945 г. Японските сили докладват над 70 съюзнически военни кораба да навлизат в залива Лингайен. Подготвителната бомбардировка срещу японските позиции от тези кораби започва към 7 часа сутринта. Десантът започва час по-късно. Частите, слези на брега, са посрещнати от ожесточената съпротива на японските камикадзе самолети. Ескортният самолетоносач „Омани Бей“ е унищожен от удар на камикадзе, а разрушител и още няколко кораба също са потопени. Самолети от 3-ти флот помагат на десанта, обстрелвайки и бомбардирайки японските оръдейни позиции.
Десантът в залива Лингайен е дело на 6-а армия под командването на генерал Уолтър Крюгер. Приблизително 175 000 войници от 6-а армия слизат по дължина на 32-километровия плаж през следващите няколко дни, докато 1-ви корпус защитава фланговете им. След това 14-и корпус напредва на юг към Манила, въпреки опасенията на Крюгер, че източният му фланг е незащитен и уязвим, в случай че японците го нападнат. Все пак, такова нападение не настъпва, а американските части не срещат особена съпротива, докато не достигат военновъздушна база Кларк на 23 януари. Битката за нея продължава до края на месеца, а след като завзема базата, 14-и корпус продължава към Манила.
Втори десант настъпва на 15 януари, 72 km югозападно от Манила. На 31 януари два полка от 11-а парашутна дивизия се спускат от въздуха, завладяват мост, а след това се отправят към Манила. На 3 февруари 1-ва кавалерийна дивизия превзема моста над река Тулахан, водещ към града. Те навлизат в града същата вечер и започват битката за превземане на Манила. На 4 февруари парашутистите от 11-а парашутна дивизия, приближавайки се към града от юг, се натъкват на основната японска отбрана южно от Манила, където настъплението им е спряно от тежка съпротива. Генерал Ямашита нарежда на войниците си да разрушат всички мостове и други важни съоръжения, когато американските части навлизат в града, и японските войски се укрепяват в града и продължават да се съпротивляват на американците. Генерал Макартър нарежда превземането на Манила на същия ден. На 11 февруари 11-а парашутна дивизия завладява последната японска позиция в околността на града, като така успява да обгради цяла Манила. През следващите дни американски и филипински части изчистват града от японска съпротива.

## Последствия
Борбата на остров Лусон продължава и през следващите седмици, докато все повече американски войници пристигат на него. Към началото на март Съюзниците вече контролират всички стратегически и икономически важни места на Лусон. Малки групи от японски сили се изтеглят към планинските райони в северните и югоизточните части на острова, където оказват съпротива и през следващите месеци. Повечето от войниците в планините прекратяват огъня с капитулацията на Япония, но някои отделни индивиди продължават борбата си години след края на войната. Японските жертви в битката се оказват много високи в сравнение с американските.